# 劉棣懐
劉 棣懐（りゅう ていかい、1897年 - 1979年）または劉 昌華（りゅう しょうか）は、中国の囲碁棋士。南京出身。顧水如・過惕生らと並ぶ現代代中国初期の代表的な棋士、全国囲棋個人戦優勝2回など。

## 経歴
南京に生まれ、13歳で囲碁を学ぶ。1916年に父に従って北京に移り、汪雲峰・顧水如・年少の呉清源らと技を磨き、段祺瑞にも知遇を得る。1926年に訪中した岩本薫に二子で勝利。同年、段祺瑞が失脚して後ろ盾を失い、上海に移り、顧水如・魏海鴻・陳藻藩とともに「上海棋界四家」と称される。1931年には増淵辰子に勝利。1934年には訪中の木谷實・呉清源と対局したが、同行した安永一によると手合は先から二子程度、しかし中国棋士達は新布石も既に知っていたと言うことだった。1935年から重慶の愛棋家達に囲碁指導に招聘され、1940年に中国囲棋悦会を結成。1942年に瀬越憲作・呉清源らが青木一男の招待で南京を訪れた際には、顧水如らとともに四段を贈られた。
1957年に中華人民共和国にて全国囲棋個人戦が開催されるとこれに参加、翌1958年第2回、59年第3回には63歳で優勝。第1・5回優勝の北京の過惕生と並んで「南劉北過」と称された。1960年に「提倡下棋」の方針が発表されて現役復帰。この年に開始された日中囲碁交流では、訪中団の瀬川良雄七段に勝利、中国側2勝のうちの1勝を挙げた。1963年は訪日団に参加。1962年に中国囲棋協会が設立されると副主席、及び雑誌『囲棋』の副編集主幹となる。1964年に定められた段位制では、最高段の五段とされた。

## 主な棋歴
- 全国囲棋個人戦 優勝 1958、59年